# Powidz (gmina)
Pour les articles homonymes, voir Powidz.
Powidz est une gmina rurale du powiat de Słupca, Grande-Pologne, dans le centre-ouest de la Pologne. Son siège est le village de Powidz, qui se situe environ 15 km au nord de Słupca et 69 km à l'est de la capitale régionale Poznań.
La gmina couvre une superficie de 80,15 km2 pour une population de 2 308 habitants en 2016.

## Géographie

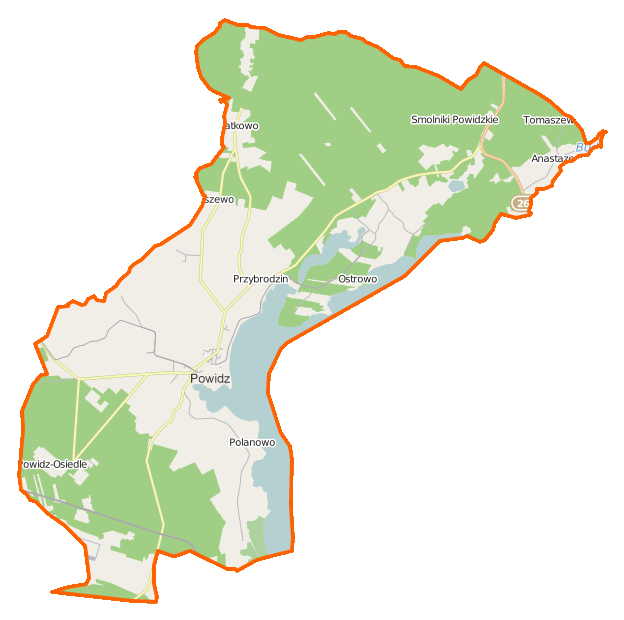
Plan de la gmina.

La gmina inclut les villages et les localités de :
- Anastazewo
- Charbin
- Ługi
- Ostrowo
- Polanowo
- Powidz
- Powidz-Osiedle
- Przybrodzin
- Smolniki Powidzkie
- Wylatkowo

### Gminy voisines
La gmina de Powidz est bordée des gminy de :
- Kleczew
- Orchowo
- Ostrowite
- Słupca
- Strzałkowo
- Witkowo

## Structure du terrain
D'après les données de 2002, la superficie de la commune de Powidz est de 80,15 km2, répartis comme tel :
- terres agricoles : 28 %
- forêts : 47 %

La commune représente 9,57 % de la superficie du powiat.

## Démographie
Données du 31 décembre 2012 :
| Description        | Total  | Total | Femmes | Femmes | Hommes | Hommes |
| ------------------ | ------ | ----- | ------ | ------ | ------ | ------ |
| Unité              | Nombre | %     | Nombre | %      | Nombre | %      |
| population         | 2 218  | 100   | 1 081  | 48,7   | 1 137  | 51,3   |
| Densité (hab./km²) | 27,7   | 27,7  | 13,5   | 13,5   | 14,2   | 14,2   |